# Mohd Nor Umardi Rosdi
Mohd Nor Umardi Rosdi (né le 11 août 1986) est un coureur cycliste malaisien.

## Palmarès sur route
- 2012
  - 1re étape du Tour de Brunei
- 2013
  - CFI International race 3, Dehli
  - 2e du championnat de Malaisie du contre-la-montre
- 2015
  - 2e du championnat de Malaisie sur route
- 2016
  -  Champion de Malaisie du contre-la-montre

## Classements mondiaux
| Année                                 | 2012 | 2013 | 2014 | 2015 | 2016  | 2017 | 2018 | 2019  |
| ------------------------------------- | ---- | ---- | ---- | ---- | ----- | ---- | ---- | ----- |
| Classement mondial                    |      |      |      |      | 1745e | nc   | nc   | 2126e |
| UCI Asia Tour                         | 126e | 289e | 68e  | 115e | 311e  | nc   | nc   | 194e  |
|                                       |      |      |      |      |       |      |      |       |
| Légende : nc = non classéSource : UCI |      |      |      |      |       |      |      |       |